# Nick Jr. (Latinoamérica)
Nick Jr. es un canal de televisión por suscripción latinoamericano de origen estadounidense propiedad de Paramount Global destinado al público preescolar que emite en Latinoamérica y el Caribe.

## Historia

### Bloque de programación
En Latinoamérica, Nick Jr. comenzó como un bloque infantil para los niños pequeños emitiendo series preescolares en las mañanas de Nickelodeon Latinoamérica el 20 de diciembre de 1996. Los primeros programas que fueron transmitidos en este bloque fueron La ventana de Allegra, El castillo de Eureka, Bananas en pijamas, La isla Gullah Gullah, Rupert, Mi osito y Los ositos cariñositos. Este bloque en un principio se transmitió de lunes a viernes a partir de las 8 hasta las 11 a. m. y además, tenía el mismo estilo de presentación que en Estados Unidos. Posteriormente en 1998, el bloque renueva su imagen gráfica y añade más series como Las pistas de Blue y El castillo de Rá-Tim-Bum. Además, introdujo su recordada mascota "Cara", que era una cara infantil parlanchina que acaparaba toda la pantalla, cambiaba de diversos colores e interactuaba con el público infantil mediante una serie de cortos y segmentos que eran presentados durante el bloque. Este espacio se volvió muy popular entre la audiencia del canal, ya que era apto para el público infantil entre los 3 a 7 años. En 2001, el bloque estrenó su más exitosa serie Dora, la exploradora, el cual se convirtió en el programa más querido por el público infantil.
El bloque Nick Jr. ha tenido diferentes duraciones: en un principio se transmitía de lunes a viernes de 8 a 11 a. m. pero, en 2003, el bloque se redujo a solo 1 hora y media, emitiendo solamente 3 programas, La ventana de Allegra, Las pistas de Blue y Dora, la exploradora, que se transmitían de 8 a 9:30 a. m., ya que el resto se transmitía dentro de la programación normal de Nickelodeon. En 2004, Pequeño Bill fue agregado a la programación del bloque y reemplazando temporalmente a La ventana de Allegra. En 2005, el bloque nuevamente se extendió a 3 horas, de 8 a 11 a. m. y así mismo regresaron a la barra las series clásicas La ventana de Allegra y El castillo de Eureka, junto con el estreno de la serie Go, Diego, Go!, el spin-off de Dora la exploradora. A partir de ese año, el bloque renovó su imagen y sus cortinillas, se retiró la anterior mascota "Cara", la cual fue reemplazada con "Piper, la zarigüeya", que en Estados Unidos fue usada desde 2004 hasta 2007, mientras que en Latinoamérica se usó desde 2005 hasta 2010. En 2010, el bloque nuevamente cambió su imagen por el cambio de logotipo de Nickelodeon en Latinoamérica el 5 de abril.

### Como canal
El 1 de julio de 2008, MTV Networks Latin America lanzó a Nick Jr. como un canal de televisión independiente, transmitiendo en diversas operadoras de cable digital y satélite, cuya programación es la misma del bloque matutino de Nickelodeon. Este fue el primer canal derivado de Nickelodeon en Latinoamérica. Dependiendo de la señal de Nickelodeon en la región, el bloque Nick Jr. tenía diferentes duraciones: en las señales Centro y Sur, Nick Jr. se emitía de lunes a viernes de 6:30 a 9:30 a. m. mientras que en la señal Norte, el bloque empezaba a las 6:00 a. m.
El 11 de febrero de 2013, Nick Jr. lanza nuevos bumpers y comerciales. Además, antes de que empiece un programa, se agrega un nuevo cartel sobre lo que ese programa le brinda o enseña al niño.
Luego 5 años después en agosto de 2018, Nick Jr. lanzó otra vez nuevos bumpers al estilo de Nickelodeon pero al estilo infantil y se eliminó los IDs de Ya viene en Nick Jr. solo trasmitiendo una marca de agua en una esquina con el nombre del siguiente programa con un personaje y arriba del nombre el Ya viene.
El 23 de octubre de 2018, Nick Jr. fue agregado a la grilla de DirecTV, mientras que el 31 de diciembre del mismo año llegó como señal SD a VTR de Chile.
El 1 de abril de 2022 se agrega a la grilla de Entel en sus plataformas satelital y IPTV y también en Zapping TV.
El 19 de septiembre de 2023, Nick Jr. pasa a ser una señal manejada desde Europa, cambiando el logo en pantalla y muchas de sus gráficas, las cuales ahora tienen similitud con sus contrapartes europeas. También se eliminaron los créditos en cada programa, al igual que los cortes comerciales en medio del programa.